# شريان فخذي منعطف وحشي
شريان فخذي منعطف وحشي (بالإنجليزية: Lateral circumflex femoral artery)‏‏ هو شريان يتفرعُ من شريان فخذي عميق.

## معرض صور

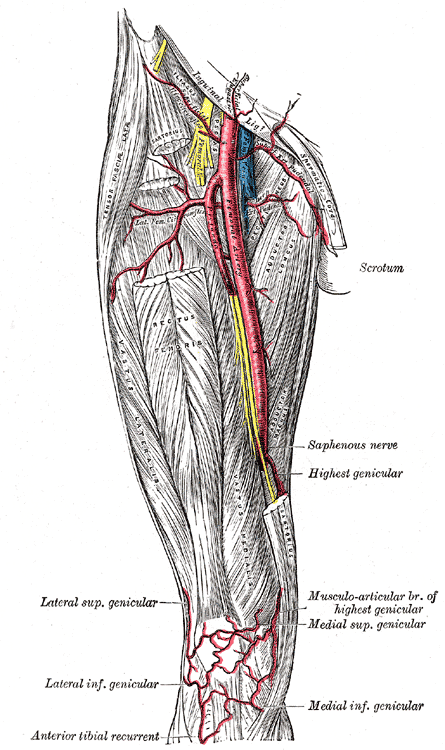
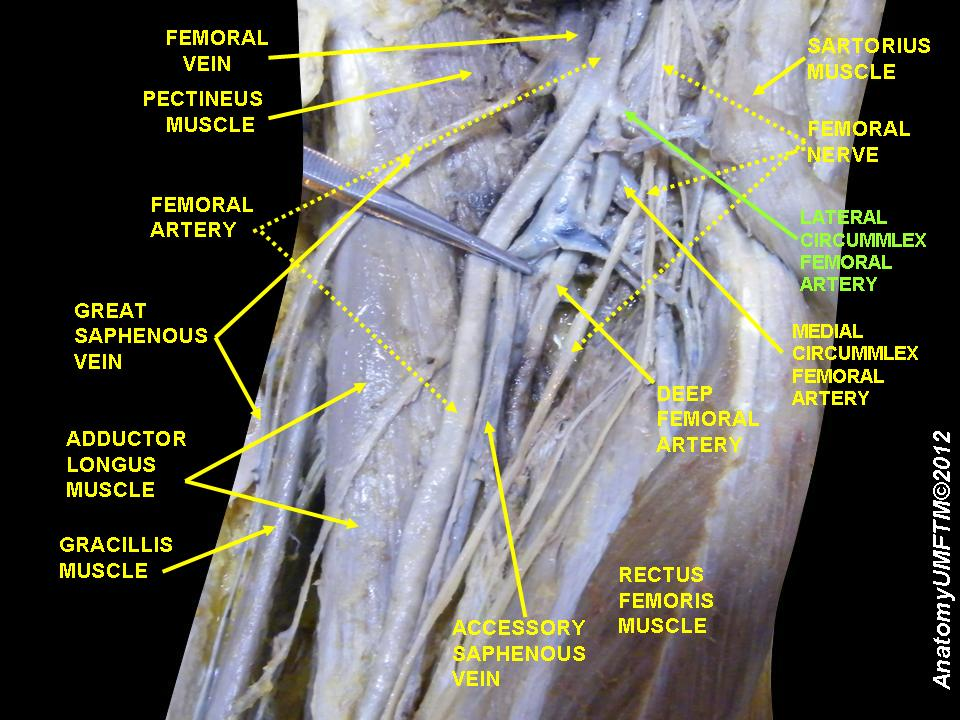